# Figuur op de Blauwpoortsbrug
Figuur op de Blauwpoortsbrug is een schilderij van De Stijl-voorman Theo van Doesburg, dat zich bevindt in Museum De Lakenhal in de Nederlandse stad Leiden. 

## Voorstelling
Het stelt de Blauwpoortsbrug in Leiden voor met links een menselijke figuur. Van Doesburg schilderde deze voorstelling vanuit het raam van zijn atelier aan het Kort Galgewater 3, waar hij van april 1917 tot juni 1920 werkte. Van Doesburg maakte van 1913 tot 1917 een ontwikkeling door in zijn werk van figuratief naar volledig abstract. Dit betekende niet dat hij na 1917 geen figuratief werk meer maakte. Meestal waren deze werken echter bedoeld als oefening of als studie voor een abstracte compositie. Op 22 april 1917 schreef hij aan zijn vriend Antony Kok: ‘Het uitzicht dat ik heb is zoo prachtig, dat ik van uit mijn raam de mooiste komposities kan maken’. Hij maakte meerdere studies van de Blauwpoortsbrug, waarvan hij er twee verwerkte in Glas-in-loodcompositie VIII en Glas-in-loodcompositie IX. Van het schilderij Figuur op de Blauwpoortsbrug is geen verder uitgewerkte compositie bekend.

## Toeschrijving en datering
Het schilderij is niet gesigneerd of gedateerd. In Van Doesburgs portfolio staat het vermeld als ‘Etude 1918’.

## Herkomst
Na Van Doesburgs dood in 1931 kwam het werk in bezit van zijn vrouw Nelly van Doesburg, die het in 1975 naliet aan haar nicht Wies van Moorsel. Van Moorsel schonk het in 1981 aan de Dienst Verspreide Rijkscollecties (nu Rijksdienst voor het Cultureel Erfgoed), die het in 1995 in blijvend bruikleen gaf aan Museum De Lakenhal.